# Auguste Le Poitevin de L'Égreville
Auguste Le Poitevin, dit de L’Égreville ou Saint-Alme, né le 27 octobre 1793 à Paris et mort le 31 août 1854 à Belleville, est un homme de lettres et dramaturge français.

## Biographie
Auguste Le Poitevin est le fils de l’acteur connu sous le nom de Resicourt, qui eut son heure gloire au théâtre Feydeau. Il débuta en 1821 une carrière littéraire, en créant une entreprise de publication, associé à Étienne Arago et au jeune Balzac, ce dernier servant de prête-plume. 

« Auguste Lepoitevin dit Lepoitevin de L’Égreville, fils d’un acteur assez connu, avait débuté très jeune avec des romans bâclés mais adroits qu’il signait Vieillerglé. »

« Le Poitevin de L’Égreville tenait sous ses ordres, comme un maître d’école armé de sa férule, une douzaine de jeunes gens qu’il traitait de « petits crétins ». Il les formait dans l’art d’aiguiser le poignard de l’esprit et de frapper au bon endroit. »

De cette entreprise en collectif, sortent d'abord deux romans intitulés Charles Pointel, ou Mon Cousin de la main gauche (4 vol. in-12), et les Deux Hector, ou les Deux Familles bretonnes (2 vol. in-12), qui n’obtinrent qu’un médiocre succès. Suivirent L’Héritière de Birague (1822, 4 vol. in-12), L’Anonyme ou Ni père ni mère (Paris, 1823, 3 vol. in-12), ainsi que Michel et Christine et La Suite (même date, 3 vol. in-12), qui furent assez bien accueillis. En 1822, il fit paraître, en collaboration avec Lord R'Hoone, pseudonyme d'Honoré de Balzac, Jean-Louis, ou la Fille trouvée (4 vol. in-12). On a encore de lui : Le Mulâtre (1824, 4 vol. in-12), Le Corrupteur (1827, 3 vol. in-12). Il composa avec Étienne Arago les vaudevilles intitulés Stanislas, ou la Suite de Michel et Christine, et Un jour d’embarras (1824).
Il a écrit des mélodrames pour le Cirque-Olympique et les théâtres des boulevards, notamment La République, L’Empire et les Cent-Jours (en 4 actes et 19 tableaux, 1832, in-8°), L’Empereur (événement historique en 5 tableaux, 1832). 
Le Poitevin prend en outre une part active à la rédaction de petits journaux : il fonde le 15 janvier 1826 avec Maurice Alhoy et Arago, Le Figaro, qu'il revend en 1827 pour la somme de 30 000 francs à Victor Bohain. Il fonde ensuite Le Corsaire-Satan et La Liberté. Il fit paraître en 1828, à titre anonyme, une brochure intitulée Des journaux et des théâtres.
Il empruntait souvent l’anonymat, et s’est caché sous les noms de Viellerglé (anagramme de Légreville), Prosper et Saint-Alme.

## Sources
- Biographie universelle ancienne et moderne, Paris, Michaud, 1854, t. 24, p. 234.
- Stefan Zweig (trad. Fernand Delmas), Balzac : le roman de sa vie, Paris, Librairie générale française, coll. « Le Livre de poche », 1996 (1re éd. 1950), 508 p. (ISBN 9782253139256).